# 高田がん
高田 がん（たかだ がん、1930年〈昭和5年〉5月23日 - 2021年〈令和3年〉12月25日）は、日本の政治運動家、特殊株主。「反共全国遊説隊」隊長、元自称「参議院比例代表研究家」。広義の街宣右翼に該当するが任侠系人士ではない。愛媛県八幡浜市出身。

## 経歴
17歳で中学校代用教員に採用される。敗戦直後の動乱期に新聞配達から日雇労働まで多彩な職業を変転し、その中でアプレゲール的信念としての反共主義に基づく「赤狩り」志向が醸成された模様。
1960年前後の安保闘争期に翼賛院外団活動を本格化させ、1963年4月の統一地方選挙で注目された東京都知事選挙に、「(誇り高き)選挙屋」と嘯き無差別大量立候補で社会的批判を浴びていた、肥後亨グループの公認（この時は団体名が『肥後亨』）で初立候補。同年、第30回衆議院議員総選挙でも肥後亨事務所の背番号候補の一員に夫婦で名を連ねたが、革新系候補に対する選挙妨害、言論封殺と過度の当て擦りが問題視され、マスコミの報道規制（いわゆる泡沫候補の締め出し強化）の原因を作った。
翌1964年、大量立候補に関する詐欺罪で摘発された肥後亨が収監中に急死したため、しばらく他団体に身を寄せた後、1969年に自らの一人一党『反共全国遊説隊』を旗揚げし、肥後から選挙屋稼業を継承。隊長と称して全国の知事選を含む各種首長選、国政選挙から市区議会議員補欠選挙に至るまで、1970年代を通じ選挙機会を見ては出馬。71選すべてに落選し、そのほとんどにおいて法定得票数未満で供託金を没収されるも、露出の多さから一定の知名度を得た。1974・1977・1980年の参議院議員通常選挙全国区に三回連続立候補しており、有名人や著名人が毎回多数立候補する中で、順調に票数を増やしていった。出生地愛媛県の県内得票においては50番以内であり、当選圏内であった。1980年の参院選の選挙公報では「今度こそ」の文言が見られた。
1965年の第7回参議院議員通常選挙（東京都選挙区）では、高田と阿部忠夫が『反共遊撃隊』公認で、小林哲也と島名正雄が『高田がん後援会本部』公認で、福山卓美と曾田治雄が『高田がん親衛隊本部』公認で、各々立候補し下位落選している。これらの内、阿部（おとぼけ正二郎 → 阿部十七）、小林（小林二二）、島名（島名二三）、曾田（曽田二一）、高田夫妻（高田十二・十八）は、肥後亨事務所の背番号候補の残党。
政治ゴロ行為を巡る仲間割れから、1982年には長崎県警察に恐喝罪で摘発される。商法改正で特殊株主に厳しい規制が加えられた1980年代半ばより不活発化し、巨額の供託金出費を伴う国政選、知事選への立候補が見られなくなり、従って政見放送の機会もなくなったため、次第に忘れられた存在になる。
ソビエト連邦の崩壊後の平成初期にも散発的に立候補し、東京都議会議員補欠選挙では法定得票を上回る善戦振りを見せた事もあったものの、各右翼団体の最大のパトロンだった笹川良一（国際勝共連合元名誉会長）の死去に伴い、完全に沙汰止みになる。2002年に一旦は活動再開を宣言し、地方選挙に立候補の動きを見せたが出馬には至らず。ブログの更新も2008年以降行われていなかった。
2021年12月25日早朝に死去。その翌日、親族により訃報が公表された。91歳没。

## 人物
- 幼くして父を亡くしたこともあり、学生時代から自立心は強く、また生来の気性の激しさもあり、やんちゃであった。街頭演説や立会演説で誰かが冷やかすと、「この野郎! 文句があるならこっちへ来い」等と息巻く一面もあった。子煩悩でも知られ、高田がんの立会演説会会場には、彼の子供たちがズラリ一列に並ぶこともあった。

- 当初は右翼・民族派・天皇主義的政見が際立ったが、「泡沫候補の高田がん」という名前が全国に浸透した1970年代以降は、歯切れのよい言葉を並べた選挙公報と、マシンガンのような独特のダミ声の立会い演説で注目されるようになる。本人も、新聞の候補者紹介の中で「演説は赤尾敏より上だ」と断言していたほどである[要出典]。ちょうどこの頃は、NHKなどの政見放送がラジオからテレビに切り替わった時期で、政治家たちは、自らに向けられるカメラに緊張し、歯切れの悪い放送も目立ったが、高田がんはテンポよく、言い間違えることもなく一発でテレビ政見放送収録に臨んだ。

- 選挙公報は、活動初期の頃は国粋・右翼的文言が目立ち、中期になると、激情抑え難きところがあったのか、法華経を丸写ししたり「人心一新　高田がん」とだけ大書していた。後期は、激動の生い立ちを語り、数十回の選挙戦を懐古し、抱負を述べるという雛形に落ち着いた。なお、政治活動の最末期はワープロを用いていた。一方、選挙ポスターでは「血の叫び 高田がん」とのフレーズを多用した。

- 実家は纏まった山林を持つ地主で、外部の支援を受けていたこともあり、生涯を通して定職には就いていなかったものの、選挙資金に不自由していなかったとされる。

- なんばいさお（『ニセ革新とマスコミを弾劾する会』、保谷市長選挙、練馬区長選挙に立候補）は元秘書。

## 選挙歴

### 衆議院議員選挙
| 年月       | 選挙                   | 選挙区  | 所属           | 落選 | 得票数 | 供託金 |
| ---------- | ---------------------- | ------- | -------------- | ---- | ------ | ------ |
| 1963年12月 | 第30回衆議院議員総選挙 | 東京5区 | 肥後亨         | 落選 | 117    | 没収   |
| 1969年12月 | 第32回衆議院議員総選挙 | 愛媛3区 | 反共全国遊説隊 | 落選 | 2,166  | 没収   |
| 1972年12月 | 第33回衆議院議員総選挙 | 愛媛3区 | 反共全国遊説隊 | 落選 | 534    | 没収   |
| 1976年12月 | 第34回衆議院議員総選挙 | 新潟3区 | 反共全国遊説隊 | 落選 | 1,044  | 没収   |
| 1979年10月 | 第35回衆議院議員総選挙 | 熊本1区 | 反共全国遊説隊 | 落選 | 1,092  | 没収   |
| 1983年8月  | 京都2区補欠選挙        | 京都2区 | 反共全国遊説隊 | 落選 | 1,417  | 没収   |

### 参議院議員選挙
| 年月       | 選挙                     | 選挙区       | 所属           | 当落 | 得票数 | 供託金 |
| ---------- | ------------------------ | ------------ | -------------- | ---- | ------ | ------ |
| 1965年7月  | 第7回参議院議員通常選挙  | 東京都選挙区 | 反共遊撃隊     | 落選 | 7,127  | 没収   |
| 1966年4月  | 参議院議員補欠選挙       | 京都府選挙区 | 無所属         | 落選 | 7,083  | 没収   |
| 1966年11月 | 参議院議員補欠選挙       | 愛知県選挙区 | 反共遊説隊     | 落選 | 10,033 | 没収   |
| 1967年8月  | 参議院議員補欠選挙       | 群馬県選挙区 | 無所属         | 落選 | 5,903  | 没収   |
| 1968年7月  | 第8回参議院議員通常選挙  | 愛媛県選挙区 | 無所属         | 落選 | 24,378 | 没収   |
| 1973年6月  | 参議院議員補欠選挙       | 大阪府選挙区 | 反共全国遊説隊 | 落選 | 6,393  | 没収   |
| 1974年1月  | 参議院議員補欠選挙       | 香川県選挙区 | 反共全国遊説隊 | 落選 | 2,368  | 没収   |
| 1974年5月  | 参議院議員補欠選挙       | 高知県選挙区 | 反共全国遊説隊 | 落選 | 3,537  | 没収   |
| 1974年7月  | 第10回参議院議員通常選挙 | 全国区       | 反共全国遊説隊 | 落選 | 36,197 | 没収   |
| 1974年12月 | 参議院議員補欠選挙       | 栃木県選挙区 | 反共全国遊説隊 | 落選 | 9,457  | 没収   |
| 1977年5月  | 参議院議員補欠選挙       | 新潟県選挙区 | 反共全国遊説隊 | 落選 | 15,553 | 没収   |
| 1977年7月  | 第11回参議院議員通常選挙 | 全国区       | 反共全国遊説隊 | 落選 | 70,631 | 没収   |
| 1977年9月  | 参議院議員補欠選挙       | 熊本県選挙区 | 反共全国遊説隊 | 落選 | 6,887  | 没収   |
| 1978年2月  | 参議院議員補欠選挙       | 茨城県選挙区 | 反共全国遊説隊 | 落選 | 5,610  | 没収   |
| 1980年6月  | 第12回参議院議員通常選挙 | 全国区       | 反共全国遊説隊 | 落選 | 89,762 | 没収   |
| 1981年3月  | 参議院議員補欠選挙       | 千葉県選挙区 | 反共全国遊説隊 | 落選 | 13,116 | 没収   |

### 都道府県知事選挙
| 年月       | 選挙                      | 所属                           | 当落 | 得票数 | 供託金 |
| ---------- | ------------------------- | ------------------------------ | ---- | ------ | ------ |
| 1963年4月  | 東京都知事選挙            | 肥後亨                         | 落選 | 8,032  | 没収   |
| 1967年12月 | 高知県知事選挙            | 無所属                         | 落選 | 5,890  | 没収   |
| 1970年4月  | 京都府知事選挙            | 反共全国遊説隊                 | 落選 | 1,220  | 没収   |
| 1972年6月  | 埼玉県知事選挙            | 反共全国遊説隊                 | 落選 | 8,640  | 没収   |
| 1972年8月  | 山口県知事選挙            | 反共全国遊説隊                 | 落選 | 12,031 | 没収   |
| 1972年10月 | 岡山県知事選挙            | 反共全国遊説隊                 | 落選 | 1,769  | 没収   |
| 1973年3月  | 宮崎県知事選挙            | 反共全国遊説隊                 | 落選 | 5,483  | 没収   |
| 1973年9月  | 徳島県知事選挙            | 反共全国遊説隊                 | 落選 | 1,203  | 没収   |
| 1973年12月 | 広島県知事選挙            | 反共全国遊説隊                 | 落選 | 15,915 | 没収   |
| 1974年4月  | 京都府知事選挙            | 反共全国遊説隊                 | 落選 | 3,491  | 没収   |
| 1974年9月  | 岐阜県知事選挙            | 反共全国遊説隊                 | 落選 | 11,381 | 没収   |
| 1974年11月 | 兵庫県知事選挙            | 反共全国遊説隊                 | 落選 | 7,694  | 没収   |
| 1975年1月  | 愛媛県知事選挙            | 白石県政打倒県民同志会         | 落選 | 9,251  | 没収   |
| 1975年4月  | 大阪府知事選挙            | 反共全国遊説隊                 | 落選 | 12,597 | 没収   |
| 1976年4月  | 福島県知事選挙            | 反共全国遊説隊                 | 落選 | 11,020 | 没収   |
| 1976年7月  | 群馬県知事選挙            | 反共全国遊説隊                 | 落選 | 6,322  | 没収   |
| 1976年9月  | 福島県知事選挙 （再選挙） | 反共全国遊説隊                 | 落選 | 8,120  | 没収   |
| 1976年10月 | 岡山県知事選挙            | 反共全国遊説隊                 | 落選 | 29,490 | 没収   |
| 1977年2月  | 岐阜県知事選挙            | 反共全国遊説隊                 | 落選 | 5,060  | 没収   |
| 1979年1月  | 愛媛県知事選挙            | 白石県政とマスコミを弾劾する会 | 落選 | 15,423 | 没収   |
| 1979年4月  | 神奈川県知事選挙          | 反共全国遊説隊                 | 落選 | 47,959 | 没収   |
| 1981年4月  | 千葉県知事選挙            | 反共全国遊説隊                 | 落選 | 11,974 | 没収   |

### 市区町村長選挙
| 年月       | 選挙           | 所属               | 当落 | 得票数 | 供託金 |
| ---------- | -------------- | ------------------ | ---- | ------ | ------ |
| 1966年1月  | 京都市長選挙   | 無所属             | 落選 | 2,452  | 没収   |
| 1969年1月  | 保谷市長選挙   | 無所属             | 落選 | 94     | 没収   |
| 1969年4月  | 名古屋市長選挙 | 反共全国遊説隊     | 落選 | 1,164  | 没収   |
| 1969年5月  | 田無市長選挙   | 反共全国遊説隊     | 落選 | 64     | 没収   |
| 1971年2月  | 京都市長選挙   | 反共全国遊説隊     | 落選 | 1,116  | 没収   |
| 1971年11月 | 西条市長選挙   | 反共全国遊説隊     | 落選 | 166    | 没収   |
| 1972年4月  | 宇和島市長選挙 | 反共全国遊説隊     | 落選 | 114    | 没収   |
| 1973年4月  | 名古屋市長選挙 | 反共全国遊説隊     | 落選 | 894    | 没収   |
| 1974年8月  | 岐阜市長選挙   | 反共全国遊説隊     | 落選 | 825    | 没収   |
| 1974年10月 | 神戸市長選挙   | 反共全国遊説隊     | 落選 | 671    | 没収   |
| 1975年2月  | 京都市長選挙   | 反共全国遊説隊     | 落選 | 7,877  | 没収   |
| 1975年4月  | 世田谷区長選挙 | 反共全国遊説隊     | 落選 | 4,231  | 没収   |
| 1975年4月  | 大阪市長選挙   | 反共全国遊説隊     | 落選 | 8,057  | 没収   |
| 1979年2月  | 東予市長選挙   | 反共全国遊説隊     | 落選 | 507    | 没収   |
| 1979年4月  | 世田谷区長選挙 | 反共全国遊説隊     | 落選 | 13,154 | 没収   |
| 1982年2月  | 横浜市長選挙   | 反共全国遊説隊     | 落選 | 6,927  | 没収   |
| 1982年11月 | 長岡市長選挙   | 比例代表制研究会   | 落選 | 664    | 没収   |
| 1983年4月  | 川崎市長選挙   | 反共全国遊説隊     | 落選 | 32,281 | 没収   |
| 1983年4月  | 世田谷区長選挙 | 反共全国遊説隊     | 落選 | 14,853 | 没収   |
| 1986年4月  | 横浜市長選挙   | 無所属             | 落選 | 9,759  | 没収   |
| 1986年6月  | 中野区長選挙   | 無所属             | 落選 | 1,225  | 没収   |
| 1987年10月 | 逗子市長選挙   | 無所属             | 落選 | 89     | 没収   |
| 1991年4月  | 新宿区長選挙   | 新しい新宿を創る会 | 落選 | 1,504  | 没収   |

### 地方議会議員選挙
| 年月      | 選挙                       | 選挙区   | 所属   | 当落 | 得票数 | 供託金 |
| --------- | -------------------------- | -------- | ------ | ---- | ------ | ------ |
| 1987年4月 | 世田谷区議会議員選挙       |          | 無所属 | 落選 | 324    | 没収   |
| 1987年4月 | 東京都議会議員選挙補欠選挙 | 世田谷区 | 無所属 | 落選 | 5,565  | 没収   |
| 1991年4月 | 東京都議会議員補欠選挙     | 新宿区   | 無所属 | 落選 | 11,513 | 返還   |
| 1992年7月 | 東京都議会議員補欠選挙     | 渋谷区   | 無所属 | 落選 | 2,403  | 没収   |